# Подводные лодки типа «Херой»
Подводные лодки типа «Херой» — подводные лодки флота Социалистической Федеративной Республики Югославия, состоявшие на вооружении с 1970-х по 1990-е годы.

## История
Подлодки пришли на смену субмаринам типа «Сутеска». Это были усовершенствованные модели, использовавшие советское и немецкое радилокационное оборудование, а также имевшие более удобную конструкцию для успешного погружения и всплытия. Всего было построено три таких субмарины.

## Вооружение
- Радиолокационное вооружение: радар Snoop Group (по западной классификации) и сонар Krupp Atlas PRS 3
- Радиоэлектронное вооружение: ECM Stop Light
- Вооружение: 6 торпедных аппаратов калибром 533-мм. В качестве дополнительного вооружения ставились 10 резервных торпед или 20 морских мин.

## Суда
| Кодовый номер | Имя   | Место строительства                           | Заложена | Спущена | Принята в состав флота | Судьба                                                                             |
| ------------- | ----- | --------------------------------------------- | -------- | ------- | ---------------------- | ---------------------------------------------------------------------------------- |
| P821          | Heroj | «Brodogradilište specijalnih objekata», Сплит | 1964     | 1967    | 1968                   | Снята с вооружения в 2004 году, ныне в Музее морского наследия (Тиват, Черногория) |
| P822          | Junak | «Brodogradilište specijalnih objekata», Сплит | 1965     | 1968    | 1969                   | Снята с вооружения и разобрана на металл в 1997 году                               |
| P823          | Uskok | «Brodogradilište specijalnih objekata», Сплит | 1966     | 1970    | 1970                   | Снята с вооружения в 1998 году, разобрана на металл в Турции в 2007 году           |